# Баженари (Валча)
Баженари (рум. Băjenari) насеље је у Румунији у округу Валча у општини Роешти. Oпштина се налази на надморској висини од 302 m.

## Становништво
Према подацима из 2002. године у насељу је живело 184 становника, од којих су сви румунске националности.